# Im Wartesaal zum großen Glück
Im Wartesaal zum großen Glück – utwór niemieckiego wokalisty Waltera Andreasa Schwarza, napisany przez samego artystę i nagrany w 1956 roku. Singiel był jedną z dwóch propozycji, które reprezentowały Niemcy podczas pierwszego Konkursu Piosenki Eurowizji w tym samym roku.
Podczas konkursu, który odbył się 24 maja 1956 roku, utwór został wykonany jako trzeci w kolejności. Dyrygentem orkiestry podczas występu był Fernando Paggi. Z powodu niezachowania się oficjalnych wyników konkursu, nieznany jest końcowy rezultat piosenki.
Na stronie b winylowego wydania singla znalazł się utwór „Für 300 Francs”.